# Utopia Rupes
Utopia Rupes es el nombre de una falla geológica sobre la superficie de Marte en las latitudes medias del norte del planeta. Utopia Rupes está localizada con el sistema de coordenadas centrados 63.12 grados de latitud Norte y 104.78 grados de longitud Este. El nombre fue aprobado por la Unión Astronómica Internacional en 2003 y hace referencia a la perfecta sociedad Utopía.

## Hielo

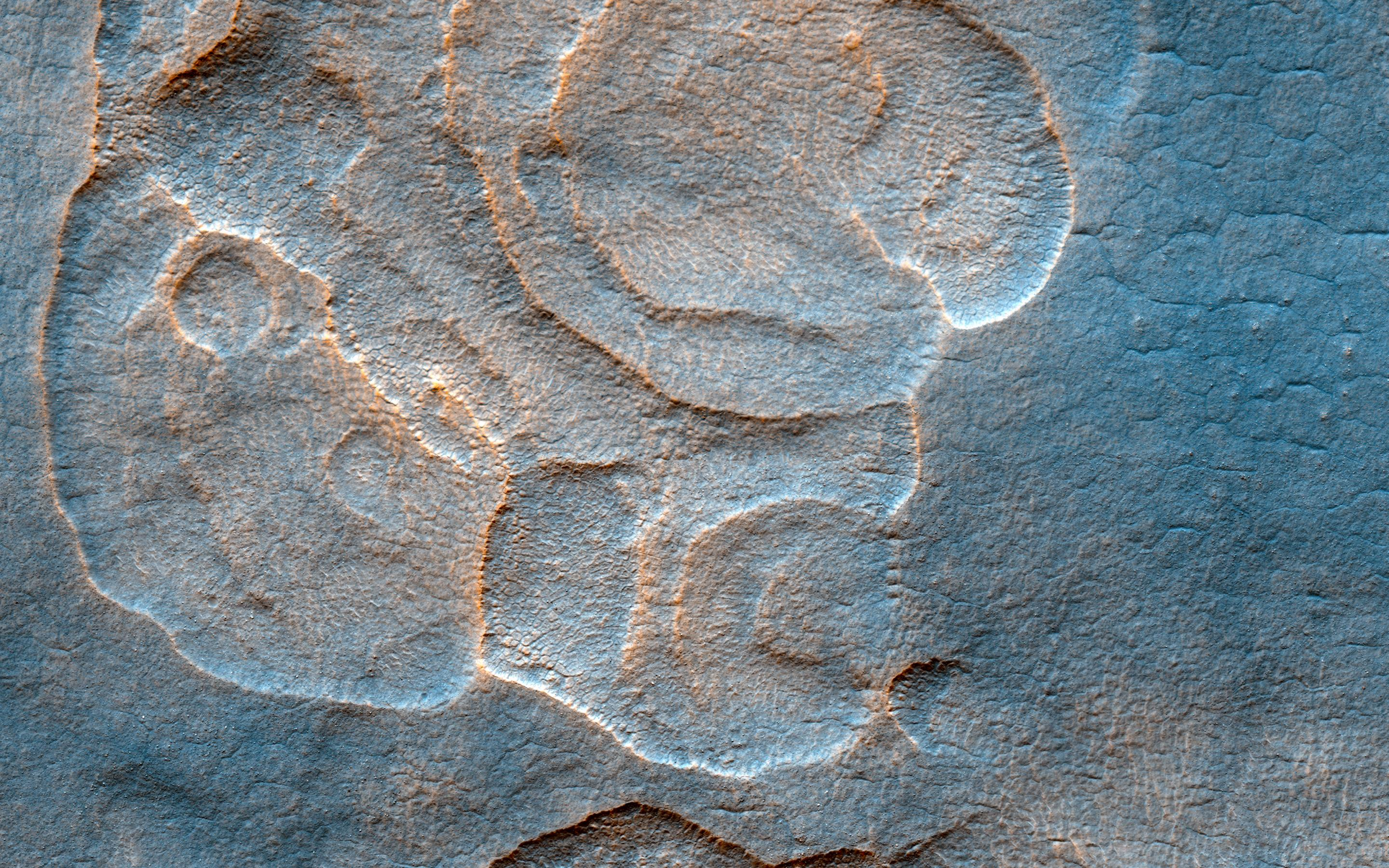
Patrón poligonal de las fracturas en Utopia Rupes semejantes a los polígonos que en la Tierra, indican la presencia de hielo en el suelo.

Uno de los crátereres sobre el Utopia Rupes tiene una depresión anular, con un círculo interior relativamente plano, característica no esperada en el centro de un cráter. Una de las teorías de este detalle es que sea un ejemplo de hielo que se habría sublimando desde debajo de la superficie. Otra evidencia en Utopia Rupes de la existencia de hielo son la presencia de conos que frecuentan los planos de la falla. Los conos consisten en un tipo peculiar de depresión con bordes festoneados y ocupadas por una red de fracturas poligonales. Estas depresiones festoneadas probablemente se formaron mediante la eliminación de material subterráneo rico en hielo por el proceso de sublimación, en la que el hielo se transforma directamente de un estado sólido a un estado gaseoso, un proceso que aún puede estar activo en la actualidad. Es muy probable que estos accidentes geográficos muestren que el hielo subterráneo este presente en la actualidad o ha estado presente geológicamente recientemente en estas latitudes, y es posible que continúen lentamente el desarrollo de estas estructuras en la actualidad.